# Петров крест чешуйчатый
Петро́в крест чешу́йчатый, или обыкнове́нный, или Земляно́й виногра́д (лат. Lathraéa squamária) — вид растений-паразитов рода Петров крест семейства Заразиховые (ранее относили к семейству Норичниковые).

## Ботаническое описание

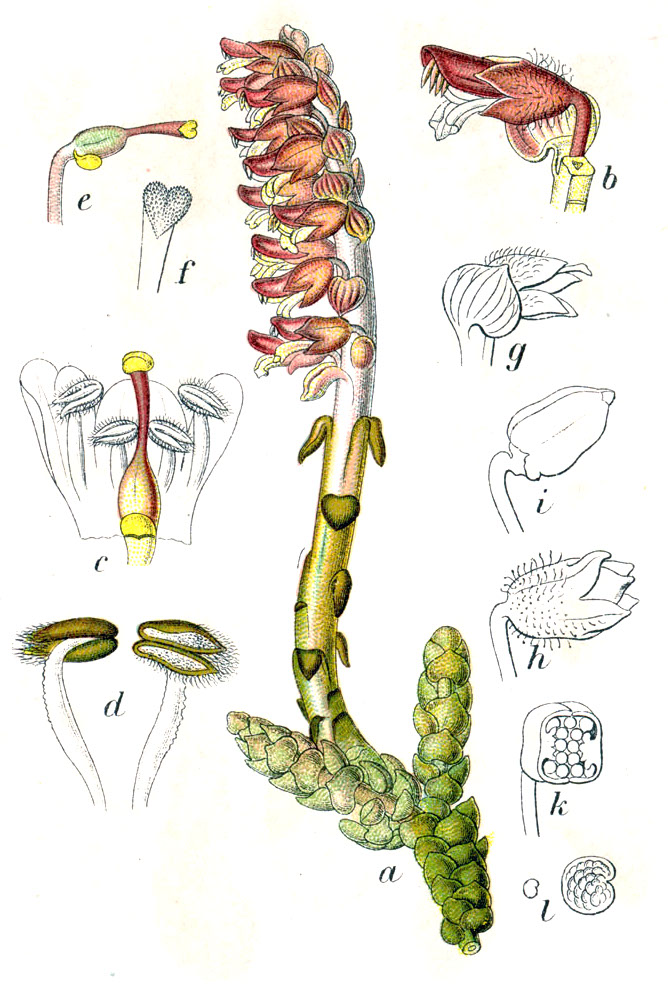

Петров крест обыкновенный — растение высотой 15—30 см, паразитирующее на корнях деревьев и кустарников (орешник, ольха, бук, черёмуха обыкновенная и др.), полностью лишено хлорофилла. Первые годы (до 10 лет) корневища растения развиваются под землёй, после чего появляются соцветия. Время вегетации — весна (апрель — май), во время сокодвижения у растения-«хозяина». В некоторые годы растение может не произрастать над землёй.
Листья чешуйчатые.
Соцветие — кисть, цветки красные или малиновые, с четырьмя тычинками.
Коробочка одногнёздная, двустворчатая.

## Распространение и экология
Произрастает в тенистых местах в лесах Европы и на Кавказе. Единственный представитель рода, встречающийся на территории России и сопредельных стран. Типичен для широколиственных и елово-широколиственных лесов. Встречается также в лесах умеренного климата от Западной Европы до Пакистана и Индии.

## Хозяйственное значение и использование

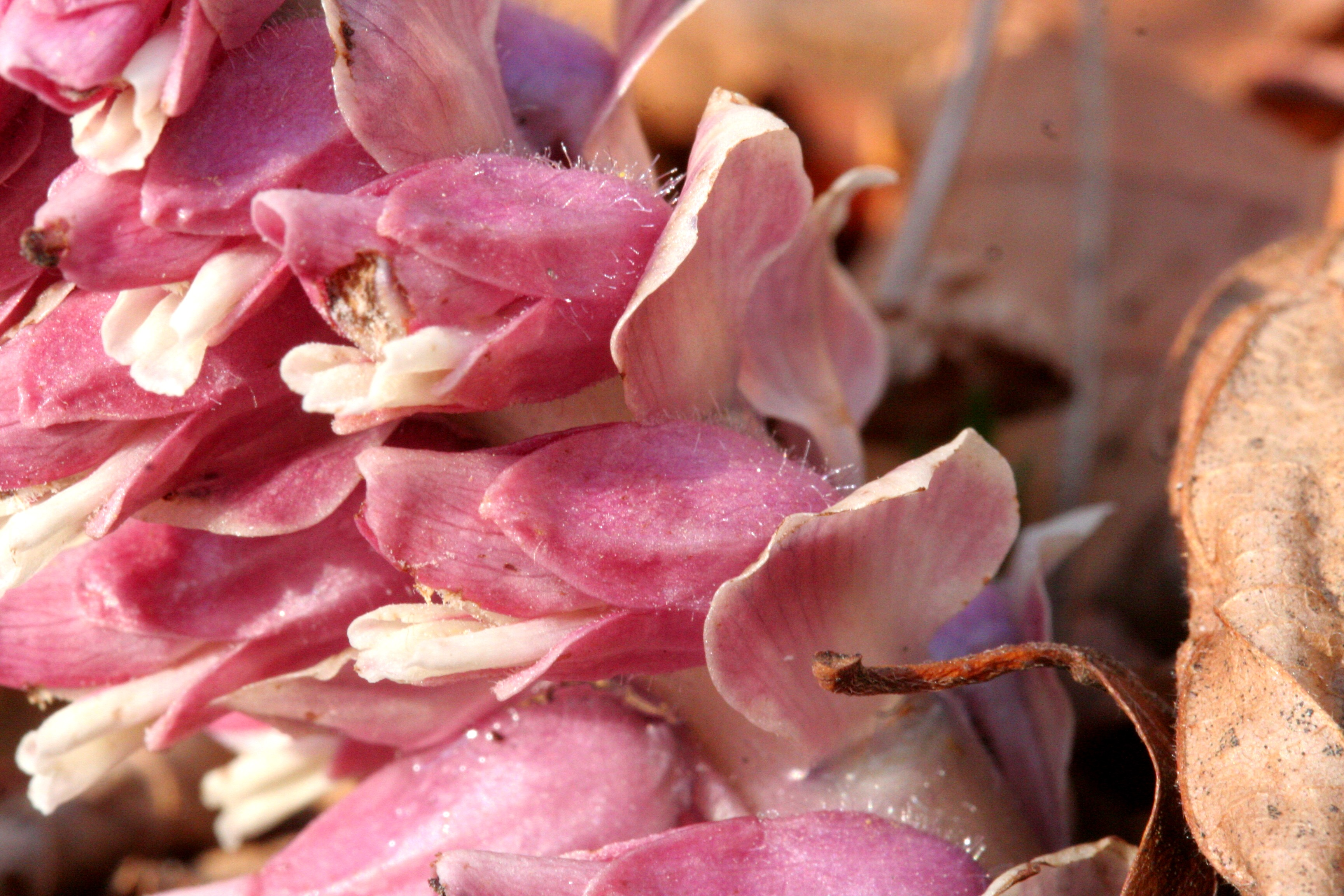
Цветки крупным планом

Растение ядовито, употребление может вызвать отравление, однако, используется в народной медицине.
Лекарственным сырьём являлся корень петрова креста чешуйчатого (лат. Radix Squamariae).

## Классификация

### Таксономическое положение
- Lathraea squamaria L., 1753, Sp. Pl. : 606

Вид Петров крест чешуйчатый включается в род Петров крест (Lathraea) семейства Заразиховые (Orobanchaceae) порядка Ясноткоцветные (Lamiales), последовательно входящего в более крупные клады Ламииды → Астериды → Суперастериды → Эвдикоты → Цветковые растения. Таксономическая схема в соответствии с Системой APG IV по состоянию на июнь 2024 года:
|  |                          |  |                                   |                                   |                       |  | еще 23 семейства | еще 23 семейства |                             |  |                         |  | еще 4 подтвержденных вида | еще 4 подтвержденных вида |  |
|  |                          |  |                                   |                                   |                       |  | еще 23 семейства | еще 23 семейства |                             |  |                         |  | еще 4 подтвержденных вида | еще 4 подтвержденных вида |  |
|  |                          |  |                                   | порядок Ясноткоцветные            |                       |  |                  |                  | еще 98 родов                |  |                         |  |                           |                           |  |
|  |                          |  |                                   | порядок Ясноткоцветные            |                       |  |                  |                  | еще 98 родов                |  | 2 внутривидовых таксона |  |                           |                           |  |
|  | клада Цветковые растения |  |                                   |                                   | семейство Заразиховые |  |                  |                  | вид Петров крест чешуйчатый |  |                         |  |                           |                           |  |
|  | клада Цветковые растения |  |                                   |                                   |                       |  |                  |                  |                             |  |                         |  |                           |                           |  |
|  |                          |  | ещё 63 порядка цветковых растений | ещё 63 порядка цветковых растений |                       |  |                  | род Петров крест | род Петров крест            |  |                         |  |                           |                           |  |
|  |                          |  |                                   | ещё 63 порядка цветковых растений |                       |  |                  |                  | род Петров крест            |  |                         |  |                           |                           |  |

### Внутривидовые таксоны
- Lathraea squamaria subsp. squamaria
- Lathraea squamaria subsp. tatrica Hadač